# Ганиев, Виль Халимович
 Виль Хали́мович Гани́ев  (10 июля 1934, село Нурлаты, Зеленодольский район, Татарская АССР — 7 апреля 2005, Москва) — поэт, литературовед, переводчик, Заслуженный работник культуры Российской Федерации (1994).

## Биография
Родился 10 июля 1934 года в селе Нурлаты Зеленодольского района Татарской АССР. В 1957 году окончил Казанский университет. Работал в журнале «Казан утлары».
В 1967—1991 годах работал в аппарате Союза писателей СССР.
В 1986—1994 годах — научно-педагогический работник Литературного института имени А. М. Горького.
С 1997 года — сотрудник Института мировой литературы имени А. М. Горького РАН.
Виль Ганиев перевёл на русский язык произведения Дэрдменда, Джамбула Джабаева, Габдуллы Тукая, Мажита Гафури, Сибгата Хакима, Назыма Хикмета, Махтумкули и др.
Умер в Москве 7 апреля  2005 года. Похоронен на Ваганьковском кладбище.